# ジキル&ハイド (映画)
『ジキル&ハイド』（原題: Mary Reilly）は、1996年に公開されたアメリカ映画。
この作品はロバート・ルイス・スティーヴンソンの小説『ジキル博士とハイド氏』を基にした、ヴァレリー・マーティンの小説『メアリー・ライリー/ジーキル&ハイドの恋』が、原作である。
監督はスティーヴン・フリアーズ、脚本はクリストファー・ハンプトンがそれぞれ担当した。なお、出演者のうちグレン・クローズとジョン・マルコヴィッチの2名は、アカデミー賞にノミネートされた1988年の作品『危険な関係』でフリアーズとハンプトンとともに仕事をしたことがある。

## あらすじ
ヘンリー・ジキル博士のメイドの一人であるメアリーは、過去に飲んだくれの父親に虐待されたこともあってか、自分の仕事に満足し、温厚で心やさしい博士とのひそやかな友情も育てつつあった。
しかし、ジキル博士の“助手”であるエドワード・ハイドに出会ってから、彼女の博士に対する態度は変わりつつあった。
当初メアリーはハイドに反発していたが、彼の美貌と情熱的な人となりに感心していた。
エドワード・ハイドは、博士に部屋を貸していたミセス・ファラデーや偶然彼と出会ったダンヴァーズ・カルー卿を殺害し、メアリーはカルー卿の殺害を目撃してしまった。
危険だと思ったメアリーは博士の元から出ようとするが、ハイドに追いかけられる。ハイドがある薬を飲んだ瞬間、ジキル博士の姿になった。

## キャスト
※括弧内は日本語吹替
- メアリー・ライリー - ジュリア・ロバーツ（勝生真沙子）
- ヘンリー・ジキル博士 / エドワード・ハイド氏 - ジョン・マルコヴィッチ（津嘉山正種）
- 執事プール - ジョージ・コール（英語版）（阪脩）
- メアリーの父 - マイケル・ガンボン（青森伸）
- ケント夫人 - キャシー・スタッフ（英語版）（藤夏子）
- ファラデー夫人 - グレン・クローズ（宮寺智子）
- ブラッドショー - マイケル・シーン（高木渉）
- アニー - ブロナー・ギャラガー（喜田あゆ美）
- ダンヴァース・カリュー卿 - キアラン・ハインズ（金尾哲夫）

## 製作
1989年、プロデューサーの ジョン・ピーターズとピーター・グーバーは『メアリー・ライリー/ジーキル&ハイドの恋』の版権を手に入れ、ワーナー・ブラザースに ロマン・ポランスキーが監督する形で制作しないかと提案した 。
グーバーは1989年末にソニー・ピクチャーズ・エンタテインメントの最高責任者になった際、この小説の映画化企画をソニーの子会社であるトライスター ピクチャーズにうつした。このとき、 ティム・バートン監督、デニーズ・ディ・ノヴィ製作のもと1991年公開予定と、企画の内容が変更された。
クリストファー・ハンプトンはその映画の脚本を書く契約を結び、彼による手直しを受け入れたバートンは、この映画の監督を務める契約を1993年1月に結んだ。
ディ・ノヴィは、『エド・ウッド』の製作を終えた後の1994年1月にこの映画の撮影を開始するつもりだった。
ところが、グーバーが『エド・ウッド』の内容を変更するようバートンに迫ったため、これに怒ったバートンが1993年5月に『ジキル&ハイド』の監督を降板した。バートンの代理として、スティーヴン・フリアーズが監督を務め、解雇されたディ・ノヴィの後継はネッド・タネンになった。
なお、当初トライスターの予定ではジキル博士役を ダニエル・デイ＝ルイスが務めることになっていた。

## 評価
制作の遅れや主演俳優のトラブルなど、この映画の評判は公開前から悪く、公開後になってもよくはならなかった。また、主演の2人がミスキャストだったという評価もあった。かくして、予算4700万ドルに対し北米興行収入成績は560万ドルという結果に終わり、後にメアリー役のジュリア・ロバーツはゴールデンラズベリー賞最低主演女優賞にノミネートされ、フリアーズも最低監督賞にノミネートされた。